# Jim Čert
Jim Čert (* 25. února 1956 Praha), vlastním jménem František Horáček, je český zpěvák a akordeonista zpívající vlastní balady, které vycházejí z východoslovanského folkloru (často ovšem na texty významných literátů – Eduarda Štorcha, Bohuslava Reynka, Andreje Stankoviče, Luďka Markse a překlady J. R. R. Tolkiena z pera Stanislavy Pošustové), s častými citacemi barokní hudby. Vedle toho hraje zlidovělé hospodské odrhovačky (Ručičky, nebojte se), parodické písně (Mistr z Transporty, pracující s ústřední melodií z filmu Přednosta stanice s V. Burianem, Proč nemáme kořalku, vycházející pak z televizní muzikálové Popelky), případně Marijuanu D. Peela a Tesilová verbež, převzatou od undergroundového souboru The Hever and Vazelína Band.

## Životopis
Jim Čert se narodil 25. února 1956 v Praze. Již v době docházky na ZŠ absolvoval lidovou školu umění se zaměřením na komposici, harmoniku a zpěv. Později se vyučil soustružníkem pro chrudimskou Transportu. Od konce 70. let se věnuje tvorbě a interpretaci nejen vlastních písní. V roce 1989 poprvé vyjel koncertovat do zahraničí, a to různě po Evropě – Francie, Německo, Švýcarsko, Rakousko, Itálie, Slovinsko. V roce 1991 odcestoval do USA (San Francisco, Arcata), kde se i nadále věnoval umělecké činnosti. Vystupoval zde na několika festivalech: San Francisco INT. Street Festival, Making Waves, Burning Man, Cotati Accordeon Festival, Henry Miller Library – Big Sur. V Kalifornii vytvořil ve spolupráci s Erno Šedivým rockovou kapelu Life After Life a společně uspořádali turné po Evropě (Německo, Holandsko, Belgie, Francie, Česká republika). V současné době žije Jim Čert v Praze a vystupuje sólově po různých barech, hospodách a klubech. Je ženatý a stará se o čtyři děti.

### Spolupráce s StB
Jim Čert je často kritizován za spolupráci s komunistickou Státní bezpečností, což ještě v roce 1996 popíral. Spolupráci podepsal 21. června 1979 v Hradci Králové pod krycím jménem „Akord“. Od 23. října 1981 působil v Praze jako „Homér“. Známé je také udání Michala Hýbka, který kvůli tomu strávil 18 měsíců ve vězení. Pod záminkou chronického zánětu jater byla spolupráce ukončena 14. března 1989. Za celou dobu mu byla vyplacena částka přibližně 7 200 korun, poukázky do obchodních domů a okolo tisíce korun na výdaje, celkově tedy cca 8 200 Kčs. V roce 1991 odjel na delší čas do USA. V roce 2007 se omluvil za spolupráci se Státní bezpečností dopisem zaslaným do českých médií.

## Diskografie
- Devil Sound (1980)
- Světlu vstříc (Globus Internacional 1990)
- Harrahya / Doors (SP s Life after Life, Alternative Tentacles, 1995)
- Just Trip! (s Life after Life, Alternative Tentacles, 1997)
- Poutník z Transporty (Bevox 1997)
- Písně Středozemě (Bevox 1998)
- Karneval mrtvol (2006)
- Světla a stíny (2014)